# Protorthodes capsella
Protorthodes capsella är en fjärilsart som beskrevs av Augustus Radcliffe Grote 1874. Protorthodes capsella ingår i släktet Protorthodes och familjen nattflyn. Inga underarter finns listade i Catalogue of Life.